# Locomotiva FNM 200
La locomotiva gruppo 200 delle Ferrovie Nord Milano era una piccola locotender, a scartamento normale, che prestò servizio sulle linee della rete sociale prima della loro elettrificazione. L'unità 200-05 è stata preservata in condizioni di funzionamento ed è utilizzata per il traino di treni speciali.

## Storia
Le locomotive vennero ordinate dalla Società Ferrovie del Ticino (SFT) all'industria belga Couillet, per l'esercizio sulle linee Como-Varese-Laveno e Saronno-Malnate. La società ne fornì 7 unità, che furono consegnate nel 1883 e numerate 200 ÷ 206.
Nel 1888, con il passaggio delle due linee alle Ferrovie Nord Milano, vennero incorporate nel parco di questa società, mutando la numerazione in 201 ÷ 207 (dal 1942 200-01 ÷ 07).
Le locomotive vennero assegnate al traino dei treni più leggeri, venendo via via degradate a compiti più umili con l'immissione in servizio di macchine più potenti e, a partire dagli anni venti, con l'elettrificazione delle linee.
Già a metà degli anni trenta furono relegate al servizio di manovra, in particolare nella stazione di Milano Cadorna, dalla quale vennero distolte alla fine degli anni sessanta in seguito alle proteste degli abitanti.
Nel 1974 l'unità 200-05, accuratamente restaurata, venne adibita al traino di un treno storico allestito con apposite carrozze a terrazzini, e rappresenta la seconda più antica locomotiva a vapore ancora in funzione in tutta Europa, preceduta solo dall'austriaca Lykaon. Un altro esemplare, marcato 200-02 (laddove originariamente era la 04) è stato monumentato a Saronno. 

## Caratteristiche
Le 200 erano locotender a vapore saturo e a semplice espansione, a 2 cilindri esterni. Il tipo di costruzione era quello tipico della scuola belga con cabina a tetto arrotondato. Il rodiggio era 0-2-0.

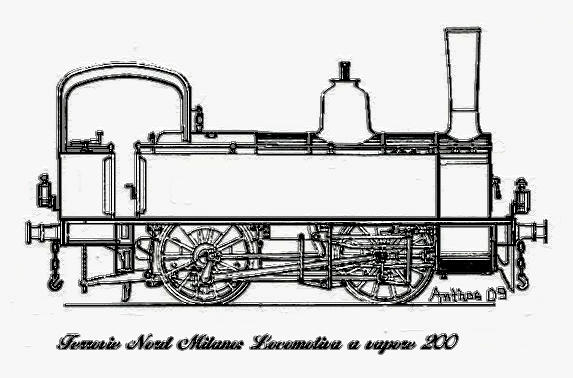
Disegno della locomotiva FNM 200.

## Riproduzione modellistica
La locomotiva FNM 200 fu riprodotta in scala H0 dalla Rivarossi; era disponibile anche una riproduzione dell'intero treno storico FNM.